# Кладбищенские истории
«Кладбищенские истории» — экспериментальная книга, написанная одновременно и от имени Григория Чхартишвили, и от его псевдонима Бориса Акунина. Содержит очерки (Г. Чхартишвили) и рассказы (Б. Акунин), написанные двумя персоналиями писателя за период с 1999 по 2004 год. Издана в 2005 году. Книга иллюстрирована фотографиями автора.

## Основа
Сборник посвящён давнему интересу писателя — посещению старинных кладбищ. Автор во вступлении называет себя тафофилом, однако делает существенную оговорку:

Ещё я узнал, что я тафофил, «любитель кладбищ» — оказывается, существует на свете такое экзотическое хобби (а у некоторых мания). Но тафофилом меня можно назвать лишь условно — я не коллекционировал кладбища и могилы, меня занимала Тайна Прошедшего Времени: куда оно девается и что происходит с людьми, его населявшими.

## Критика
Брагина М. А. в 2013 году отмечала новаторский подход к написанию «Кладбищенских рассказов», которые созданы в соавторстве с самим собой. Михаил Молчанов в 2004 году, говоря о двойном авторстве книги, писал: «Создатель вышел из-за спины своего alter ego и встал рядом с ним в полный рост». Одновременно он отмечал, что Григорий Чхартишвили «не брезгует откровенными сплетнями». В той же рецензии Молчанов пишет, что автор «наблюдает шесть видов страха перед смертью и шесть способов этот страх преодолеть». Литературовед Ирина Роднянская в рецензии 2004 года назвала «Кладбищенские истории» «забавной интерлюдией [Чхартишвили] к своим романным стилизациям», а говоря о форме произведения (эссе плюс новеллы), отмечала: «…то же, что любит делать Брэдбери, но пожиже». По её мнению, «Чхартишвили — отличный рассказчик, но рассказываемое им здесь как-то необязательно, что ли; Акунин — превосходный изобретатель фабул … — но иногда он откровенно безвкусен». Критик Ольга Лебёдушкина в 2006 году назвала «Кладбищенские истории» «аляповато-„стильными“». В 2016 году литературовед Ярко А. Н. указывал на то, что книга «стоит на границе между художественной и нехудожественной литературой». Писательница Татьяна Викентьева утверждала, что «Кладбищенские истории» являются копией её одноимённой пьесы.

## Состав
| Кладбище                                         | Очерк Григория Чхартишвили | Рассказ Бориса Акунина |
| ------------------------------------------------ | --- | --- |
| Старое Донское кладбище (Москва)                 | Был да сплыл, или Забытая смерть | Губы-раз, зубы-два — офицер милиции встречает призрак Салтычихи и пытается выведать у неё, где она спрятала свои богатства. |
| Хайгейтское кладбище (Лондон)                    | It has all been very interesting, или Благопристойная смерть — некогда респектабельное викторианское кладбище сохраняется лишь благодаря захоронению здесь вождя мирового пролетариата.                         | Материя первична — история о том, что после смерти Карл Маркс стал вампиром дабы поддерживать своё материальное состояние. |
| Кладбище Пер-Лашез (Париж)                       | Voila une belle mort, или Красивая смерть — писатель размышляет о том, что только в этом месте можно встретить ту Францию, которую каждый человек с детства создаёт в своём сознании: aventure, mystère, amour. | Дай мне поцеловать твои уста — сотрудник литературного института зарабатывает себе на безбедное существование, выкрадывая реликвии из старых захоронений. Однако ему и в голову не приходит решающий поворот в его судьбе после попытки снять перстень с руки Оскара Уайльда. |
| Иностранное кладбище (Иокогама)                  | Росё-фудзё, или Внезапная смерть — автор размышляет о том, что здесь покоятся люди, которые приехали в Японию на короткий период, однако так и остались в японской земле                                        | Сигумо — Эраст Фандорин расследует обстоятельства смерти бывшего русского подданного, перешедшего в буддизм и ставшего монахом |
| Грин-Вуд (Нью-Йорк)                              | Are you ok, или Оптимистичная смерть — писатель размышляет о мироощущении американцев, которые изначально устраивали на данном погосте пикники, в том числе и на купленных для себя участках.                   | Unless — преуспевающий нью-йоркский адвокат русского происхождения встречает на кладбище загадочную женщину, которая предлагает ему зловещую игру в обмен на её поцелуи. |
| Еврейское кладбище на Масличной горе (Иерусалим) | Умер-шмумер, или Нестрашная смерть | Хэппи-энд |